# Kampepén (Mérida)
Kampepén es una localidad del municipio de Mérida en el estado de Yucatán localizado en el sureste de México.

## Toponimia
El nombre (Kampepén) proviene del idioma maya.

## Infraestructura
- El casco de la hacienda Chantún de Kampepén.

## Demografía
Según el censo de 2005 realizado por el INEGI, la población de la localidad era de 19 habitantes, de los cuales 8 eran hombres y 11 eran mujeres.
| 93                          | 80 | 27 | 9 | 0 | 0 | 0 | 0 | ? | ? | 0 |
| (Fuente: INEGI [Consultar]) |    |    |   |   |   |   |   |   |   |   |

## Galería

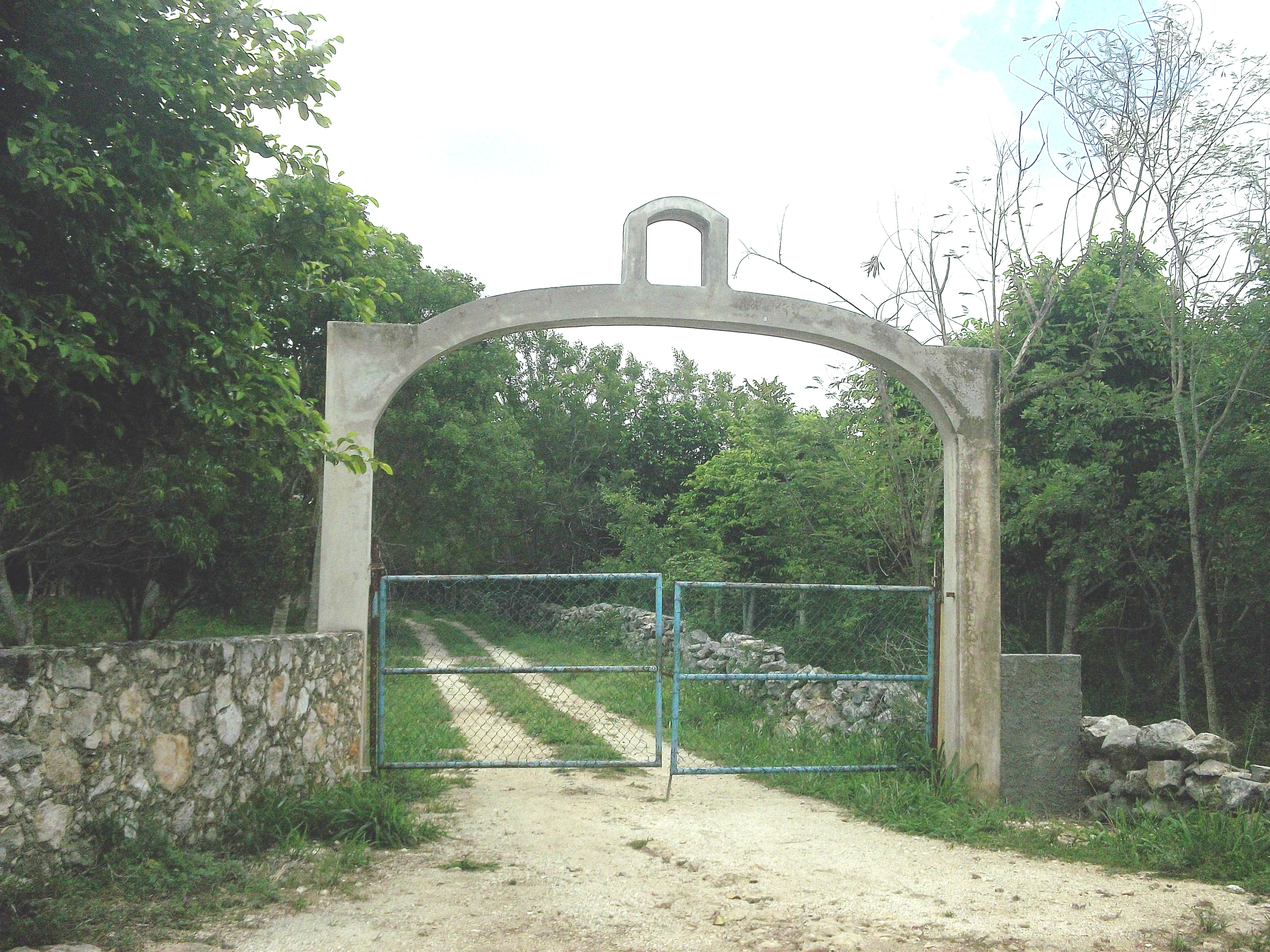
Arco.
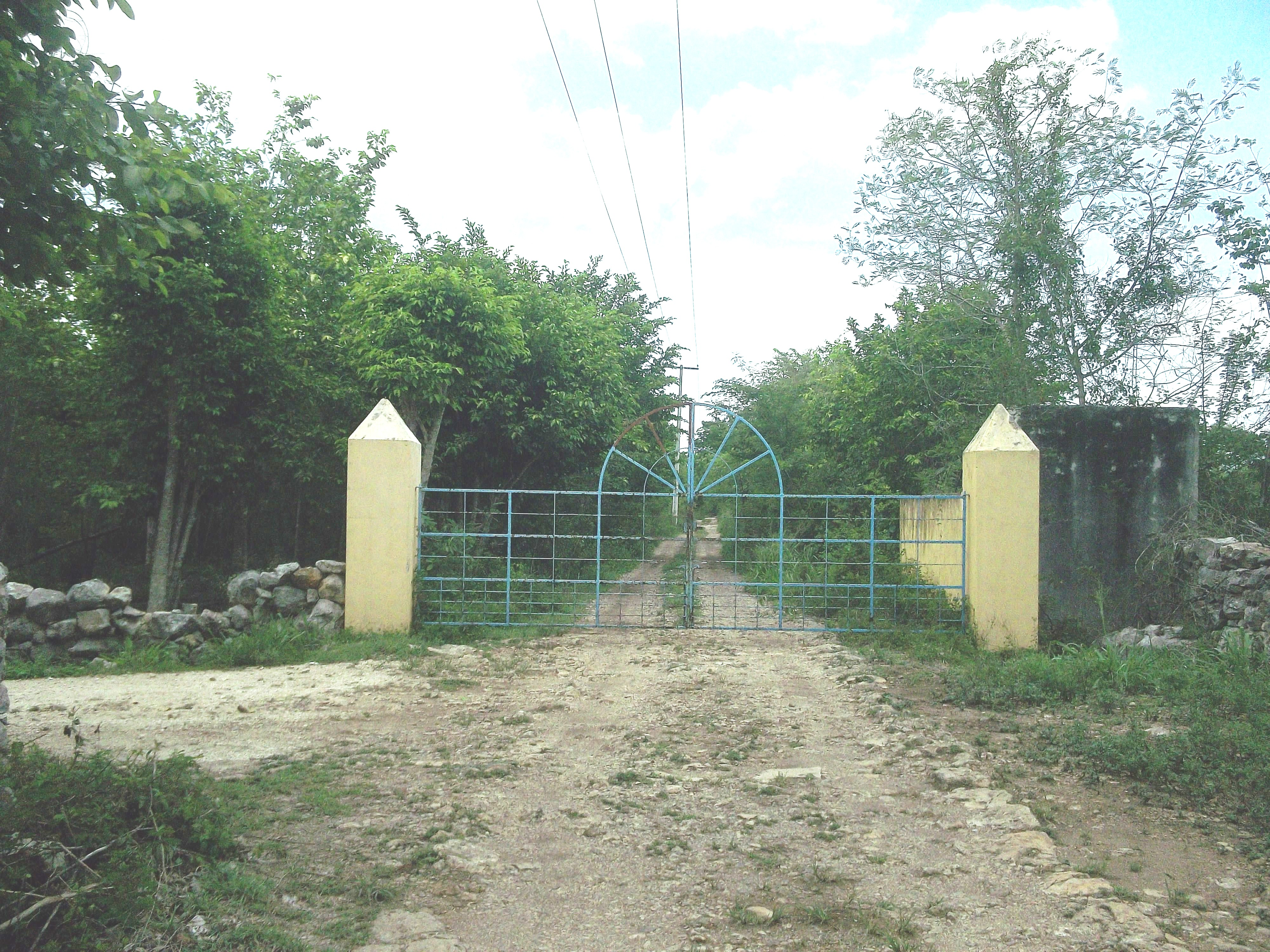
Entrada.
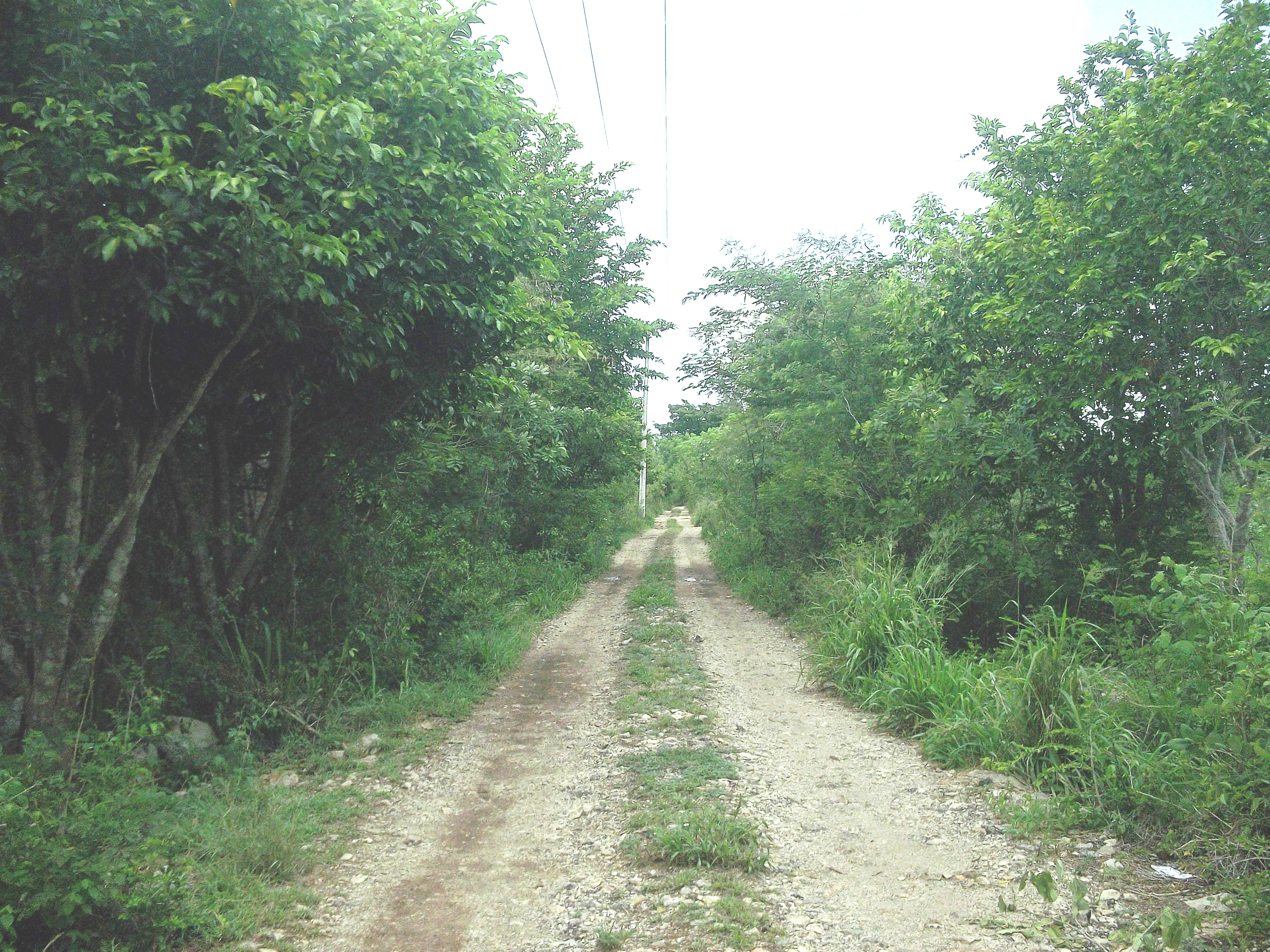
Vereda.